# Германарих (консул)
Германарих (также Флавий Германарих и Эрманарих; др.-греч. Έρμενάριχος или Άρμενέριχος, лат. Herminericus, Hermanericus или Ermenericus; умер не ранее 484) — византийский аристократ из знатного рода Аспаридов; в 465 году — консул (от Византии).

## Биография

### Исторические источники
Германарих известен из нескольких позднеантичных и раннесредневековых исторических источников: «Венских фастов», списка консулов из «Paschale campanum», сочинений Дамаския, «Истории» Кандида Исавра, хроник Виктора Туннунского, Кассиодора и Мария Аваншского, «Истории» Иоанна Антиохийского и «Хронографии» Феофана Исповедника. Сохранилось также несколько надписей, датированных годом консульства Германариха.

### Происхождение
Германарих происходил из знатного византийского рода Аспаридов. Его основателем был дед Германариха, имевший, скорее всего, аланское происхождение Ардавур Старший. Это следует из свидетельства Кандида Исавра о том, что сын Ардавура Старшего Аспар был аланом. Германарих был младшим сыном Аспара. Его мать — неизвестная по имени близкая родственница правителя фракийских остготов Теодориха Страбона. Дата рождения Германариха определяется приблизительно периодом 445—450 годов. Такой вывод делается на основании того, что став в 465 году консулом Германарих вряд ли мог быть ещё несовершеннолетним, даже несмотря на статус своего отца: самого влиятельного на тот момент императорского подданного.
Своё имя Германарих получил в честь одного из ранних правителей готов Германариха, погибшего около 375 года во время войны с гуннами. По утверждению Х. Вольфрама, этот факт свидетельствует в пользу мнения о происхождении Теодориха Страбона из правившей остготами династии Амалов. Возможно, наделение одного из сыновей Аспара именем готского короля свидетельствует, что ещё при рождении Германариха его отец намеревался в дальнейшем использовать его как инструмент влияния (возможно, в должности военачальника) на германских федератов Византии.
Всего Аспар трижды вступал в брак. Его первой женой была дочь Плинты. Происхождение второй жены Аспара неизвестно. Супружество с остготкой было его третьим браком. Предполагается, что брак Аспара с родственницей Теодориха Страбона имел политические цели: они оба хотели заручиться поддержкой влиятельного союзника. Благодаря браку, Аспар получил возможность набирать в находившиеся под его командованием византийские войска остготских федератов, а Теодорих Страбон обзавёлся ходатаем своих интересов при императорском дворе. Матримониальные связи Аспара позволили ему породниться с наиболее знатными византийцами германского происхождения и, таким образом, оказывать значительное влияние на придворные дела. У Германариха были два старших брата — Ардавур Младший и Юлий Патриций, а также две неназываемые в источниках по именам сестры.

### Подданный Льва I Макеллы
Благодаря своему отцу Аспару и брату Ардавуру Младшему, в 465 году Германарих с согласия византийского императора Льва I Макеллы был назначен консулом. Так как в то время консулов назначали только в восточной части Римской империи, его партнёром по должности стал шурин Льва I Василиск. В византийских источниках Германарих упоминается как «второй консул» (лат. consul posterior). Однако в большинстве исходивших из Западной Римской империи документов он назван «первым консулом» (лат. consul prior). Исключениями были датировочные формулы из Далмации и папской канцелярии. Возможно, первенство в консульстве Василиска в византийских источниках было следствием его близких родственных связей с императором Львом I. Вряд ли назначение Германариха консулом было мотивировано его личными заслугами, так как до того времени в исторических источниках о каких-то его военных или административных деяниях не сообщается. Скорее всего, предоставление Германариху должности консула стало результатом компромисса между Львом I и Аспаром: первый из них намеревался продвигать своего шурина Василиска на командные должности в ущерб интересам Аспаридов, а второй удовлетворял свои властные амбиции, видя уже третьего своего сына на одной из высших должностей Римской империи. В то время консулы уже были более церемониальными персонами в составе императорской администрации, чем людьми, наделёнными властными полномочиями. Поэтому Германарих вряд ли мог иметь какое-либо значительное влияние на придворные дела. Во всяком случае, в исторических источниках ничего не сообщается о его действиях в пользу членов своей семьи, когда вскоре Ардавура Младшего обвинили в связях с Сасанидами и лишили звания военного магистра.
Германарих отсутствовал в Константинополе, когда в 471 году по приказу Льва I Макеллы придворные евнухи убили его отца Аспара и брата Ардавура Младшего. Аспариды были обвинены в подготовке заговора против императора. О, якобы, мятежных намерениях Аспара Льву I сообщил его зять Зинон. В действительности же главной причиной конфликта Аспара и императора было стремление отца Германариха поддерживать мирные отношения с соседствовавшими с Византией германцами (в первую очередь с вандалами и остготами), в то время как Лев I делал ставку на военные действия против варваров. Также сыграли роль и религиозные разногласия Аспаридов с императором: Аспар и члены его семьи были арианами, в то время как Лев I придерживался никейского вероисповедания. О дальнейшей судьбе ещё одного брата Германариха — Юлия Патриция — имеются противоречивые свидетельства. По одним данным, он погиб вместе с отцом и братом; по другим свидетельствам, будучи мужем дочери Льва I Леонтии, он хотя и был ранен, но избежал смерти. Как бы то ни было, после 471 года сведения о Юлии Патриции в исторических источниках отсутствуют. После этих убийств император Лев I получил среди своих современников прозвище «Мясник» (лат. Macelles). По утверждению Феофана Исповедника, Германарих был спасён Зиноном, с которым он имел хорошие личные отношения. Тот отослал его сначала в свою резиденцию в Халкидоне, а затем к себе на родину — в Исаврию. Здесь Германарих женился: по одним данным, на дочери внебрачного брата или сына Зинона, а по другим данным, на внебрачной дочери или внучке самого Зинона.

### Подданный Зинона
После смерти Льва I в 474 году с разрешения ставшего императором Зинона Германарих возвратился в Константинополь, где, находясь в большом почёте, вёл жизнь частного лица.
По свидетельству Дамаския, Германарих примкнул к заговору против Зинона. Мятежники намеревались убить императора-христианина и возвратить римскому язычеству статус государственной религии. Однако Германарих предал заговорщиков, рассказав об их планах Зинону. О дальнейших судьбах мятежников Дамаский не сообщал, упоминая только о том, что их лидер Севериан Дамасский чудом спас свою жизнь. Эти события датируются периодом от 476 года до 478 года включительно.
Последние сведения о Германарихе в исторических источниках относятся к 484 году. Тогда он возглавлял отряды ругов, направленных на подавление восстания Илла. Это произошло после того, как Зинон из-за неблагонадёжности отстранил от командования византийской армией короля остготов Теодориха Великого. Ю. Б. Циркин писал: «Теодорих воспринял отзыв и замену его вождём ругиев Эрманарихом как знак разрыва. И через некоторое время он снова открыто выступил против императора и даже попытался захватить Константинополь». Предполагается, что в том же году кто-то из Аспаридов мог в силу своих близких родственных связей с Теодорихом Страбоном даже претендовать на власть над фракийскими остготами, оставшимися без правителя после того, как Теодорих Великий собственноручно убил их вождя Рекитаха. Однако их притязания были безрезультатными. Намного большего успеха добился Теодорих Великий: вскоре после смерти Рекитаха он установил контроль над фракийскими остготами, тем самым объединив под своей властью бо́льшую часть своих ранее разделённых соплеменников. После этого число находившихся в его распоряжении воинов достигло, по крайней мере, двадцати тысяч человек. Это позволило Теодориху Великому не только успешно противостоять византийцам, но и в 489—493 годах завоевать Италию.

## Комментарии
1. ↑  Кроме этого в русскоязычных изданиях Германарих упоминается под именами Арменрих (или Арменарих)[1] и Арменарх[2].
2. ↑  Скорее всего, содержащееся в труде Иордана «О происхождении и деяниях гетов»[8] упоминание об Аспаре как готе, не соответствует действительности[9][10].
3. ↑  Писавший об этом браке Феофан Исповедник в одном месте своей «Хронографии» называл эту жену Аспара сестрой Теодориха Страбона, в другом — его тётей[1][14][15][16][17][18].
4. ↑  В написанной О. Зееком для «Paulys Realencyclopädie der classischen Altertumswissenschaft» статье об Ардавуре Старшем, тот, а не его сын Аспар, назван зятем Плинты[11].
5. ↑  До Германариха два его брата также были консулами: Ардавур Младший — в 447 году, Юлий Патриций — в 459 году[28][29][30][31][32].
6. ↑  Многие современные нам историки датируют смещение Ардавура Младшего с должности военачальника византийской армии на Востоке 466 годом[30]. Однако анализ первоисточника — жития Даниила Столпника[37] — позволяет предполагать, что скорее всего это событие произошло между 1 сентября и 31 декабря 465 года, то есть ещё в консульство Германариха[35][38].
7. ↑  О спасении Юлия Патриция писал Кандид Исавр. Об его гибели вместе с отцом и братом сообщали Евагрий Схоластик (со ссылкой на несохранившийся текст «Готской истории» Приска Панийского) и Марцеллин Комит[21][41][45].
8. ↑  Возможно, эти сведения Феофан Исповедник заимствовал из «Готской истории» Приска Панийского[21].